# Viña del Mar Challenger 2023
Il Viña del Mar Challenger 2023 è stato un torneo maschile di tennis giocato sulla terra rossa. È stata la 1ª edizione del torneo, facente parte della categoria Challenger 75 nell'ambito dell'ATP Challenger Tour 2023. Si è giocato al Club de Tenis Union di Viña del Mar, in Cile, dal 13 al 19 marzo 2023.

## Partecipanti

### Teste di serie
| Nazionalità | Giocatore             | Ranking* | Testa di serie |
| ----------- | --------------------- | -------- | -------------- |
| Bolivia     | Hugo Dellien          | 99       | 1              |
| Francia     | Hugo Gaston           | 106      | 2              |
| Argentina   | Camilo Ugo Carabelli  | 124      | 3              |
| Brasile     | Felipe Meligeni Alves | 164      | 4              |
| Italia      | Franco Agamenone      | 166      | 5              |
| Argentina   | Facundo Díaz Acosta   | 172      | 6              |
| Italia      | Luciano Darderi       | 180      | 7              |
| Italia      | Riccardo Bonadio      | 182      | 8              |

* Ranking al 6 marzo 2023.

### Altri partecipanti
I seguenti giocatori hanno ricevuto una wild card per il tabellone principale:
- Gonzalo Lama
- Daniel Antonio Núñez
- Miguel Fernando Pereira

Il seguente giocatore è entrato in tabellone come special exempt:
- Thiago Seyboth Wild

Il seguente giocatore è entrato in tabellone come alternate:
- Pol Martín Tiffon

I seguenti giocatori sono passati dalle qualificazioni:
- José Pereira
- Orlando Luz
- Wilson Leite
- Álvaro López San Martín
- Federico Gaio
- Mateus Alves

Il seguente giocatore è entrato in tabellone come lucky loser:
- Gonzalo Villanueva

## Punti e montepremi
| Torneo    | Torneo              | V      | F     | SF    | QF    | 2T    | 1T  | Q | Q2  | Q1  |
| Singolare | Punti               | 75     | 50    | 30    | 16    | 7     | 0   | 4 | 2   | 0   |
| Singolare | Premi in denaro ($) | 10 840 | 6 355 | 3 780 | 2 200 | 1 300 | 780 | – | 390 | 200 |
| Doppio    | Punti               | 75     | 50    | 30    | 16    | –     | 0   | – | –   | –   |
| Doppio    | Premi in denaro ($) | 4 645  | 2 700 | 1 630 | 965   | –     | 545 | – | –   | –   |

## Campioni

### Singolare
Thiago Seyboth Wild ha sconfitto in finale  Hugo Gaston con il punteggio di 7–5, 6–1.

### Doppio
Diego Hidalgo /  Cristian Rodríguez hanno sconfitto in finale  Luciano Darderi /  Andrea Vavassori con il punteggio di 6–4, 7–6(5).